# Hynobius dunni
Hynobius dunni é uma espécie de anfíbio caudado pertencente à família Hynobiidae. Endêmica do Japão.